# Bronnyky
Bronnyky (ukr. Бронники) – wieś na Ukrainie, w obwodzie chmielnickim, w rejonie szepetowskim. W 2001 roku liczyła 150 mieszkańców.